# BMWザウバー・F1.06
BMWザウバー・F1.06はBMWザウバーが2006年のF1世界選手権に投入したフォーミュラ1カーである。

## 特徴

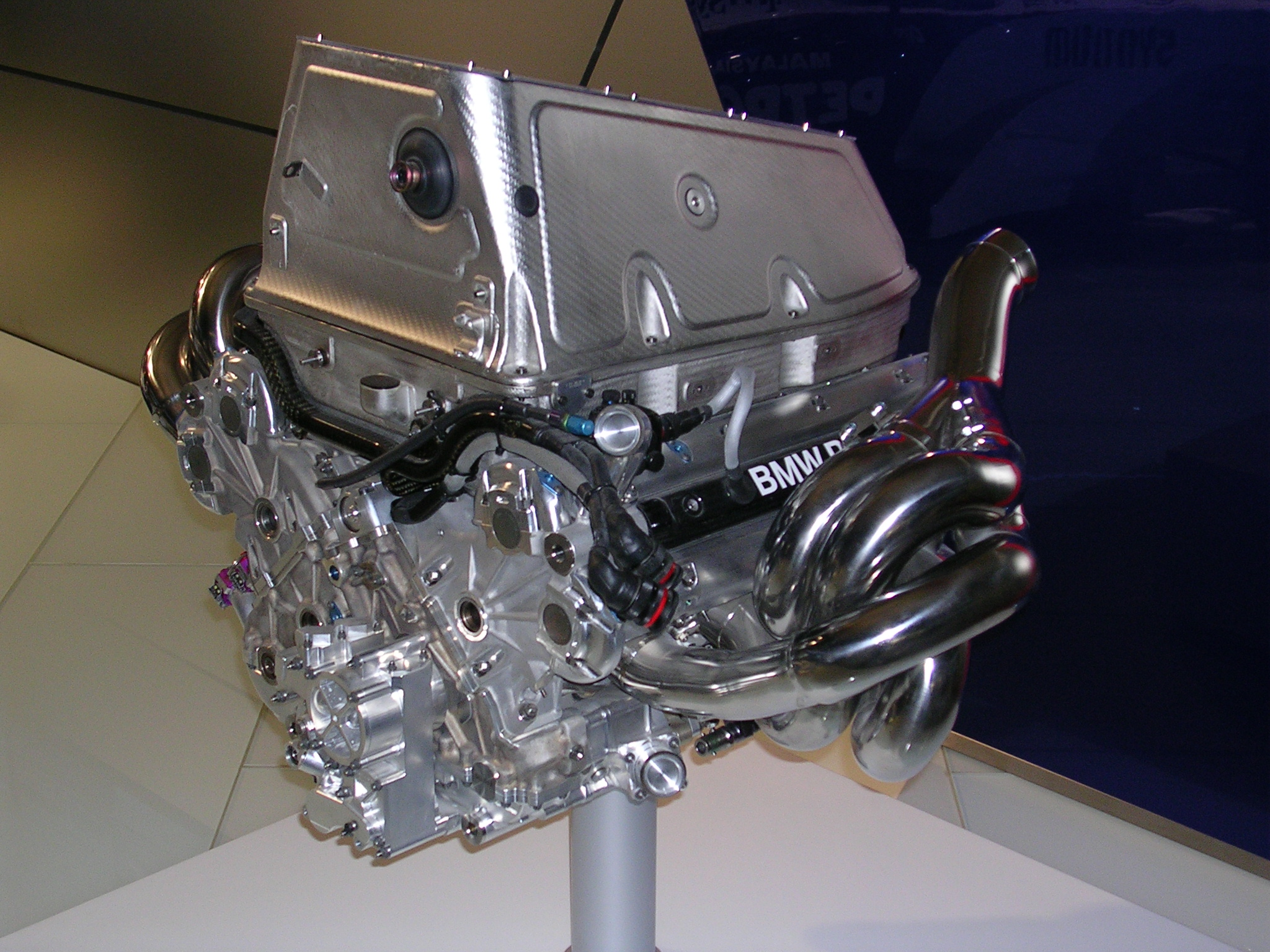
BMW P86エンジン

BMWがザウバーを買収し、BMWザウバーという新体制で製作した最初のF1マシンである。カラーリングはザウバー時代の青を基調としたものから、BMWワークスの白地に紺色という配色に変更され、イメージが大きく変わった。
新レギュレーションによりエンジンは3リッターV10から2.4リッターV8に縮小された。
前年のC24に比べ、燃料タンクの容積が小さくなったことが、モノコックとエンジンポジションのデザインに大きく影響を及ぼしている。さらに、短くなったパワープラントによって、確実に細くなったリアエンドにチタン製の7速トランスミッションを配置することが可能となった。マシンの先端は地面ギリギリまで低く、上向きにゆるくカーブしている。
シーズン閉幕後の11月23-26日、スペイン・バレンシア・サーキットにて、WTCC世界ツーリングカー選手権にBMWより参戦したアレッサンドロ・ザナルディが義足でもステアリング裏のパドルでアクセルコントロールができるよう、特別仕様のステアリングを装着したF1.06が準備され、12周を走行した。彼が2001年に義足となって以来初のF1マシンドライブだった。

## スペック

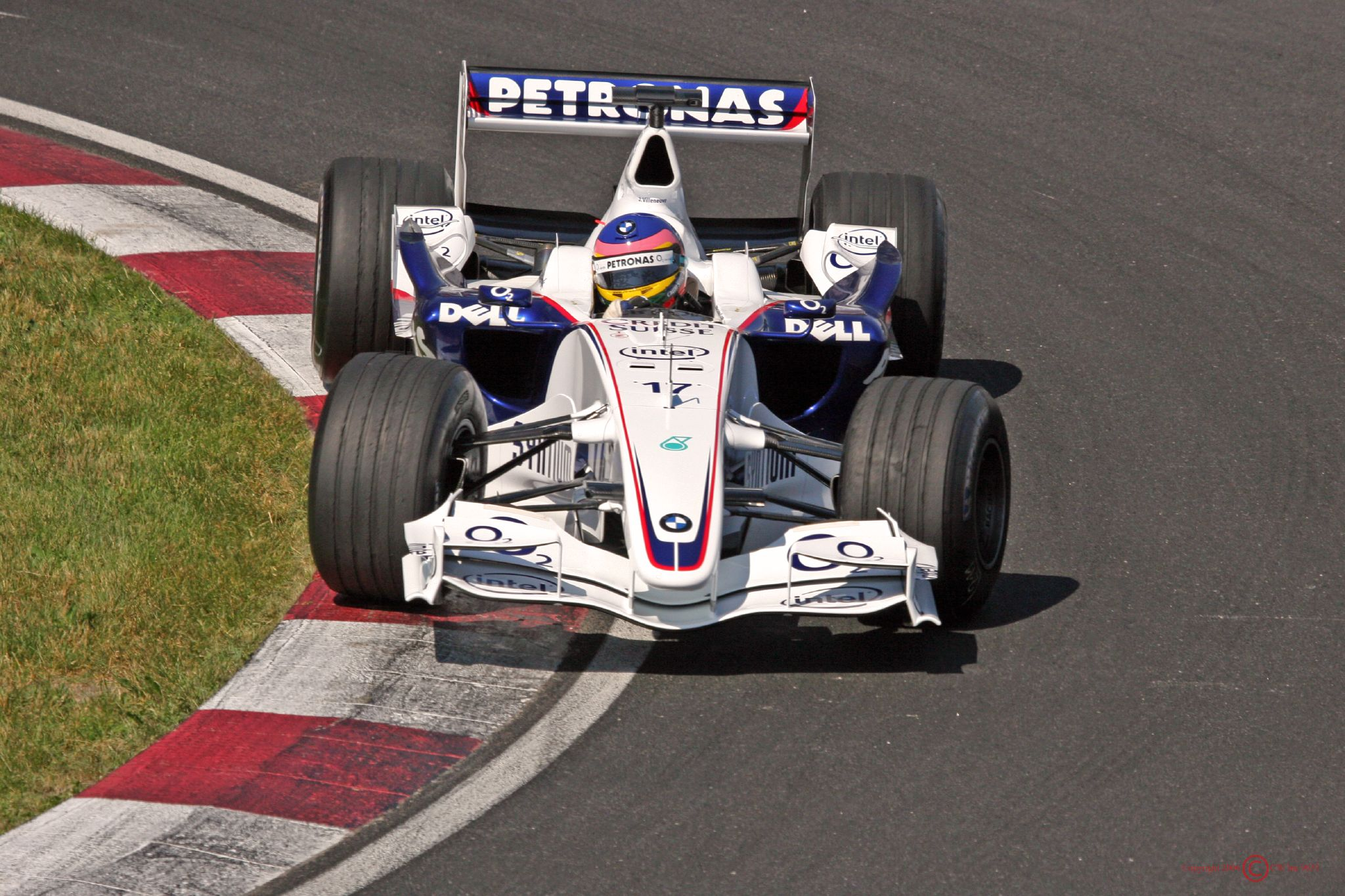
F1.06をカナダGPでドライブするジャック・ヴィルヌーヴ

### シャーシ
- シャーシ名 F1.06
- 全長 4,610 mm
- 全幅 1,800 mm
- 全高 1,000 mm
- ホイールベース 3,110 mm
- 前トレッド 1,470 mm
- 後トレッド 1,410 mm
- マシン重量 600 kg
- ブレーキ ブレンボ
- ホイール O・Z
- タイヤ　ミシュラン

### エンジン
- エンジン名 BMW P86
- 気筒数・角度 V型8気筒・90度
- 排気量 2,400cc
- スパークプラグ NGK

## 記録
| 年   | No. | ドライバー             | 1   | 2   | 3   | 4   | 5   | 6   | 7   | 8   | 9   | 10  | 11  | 12  | 13  | 14  | 15  | 16  | 17  | 18  | ポイント | ランキング |
| 年   | No. | ドライバー             | BHR | MAL | AUS | SMR | EUR | ESP | MON | GBR | CAN | USA | FRA | GER | HUN | TUR | ITA | CHN | JPN | BRA | ポイント | ランキング |
| ---- | --- | ---------------------- | --- | --- | --- | --- | --- | --- | --- | --- | --- | --- | --- | --- | --- | --- | --- | --- | --- | --- | -------- | ---------- |
| 2006 | 16  | ニック・ハイドフェルド | 12  | Ret | 4   | 13  | 10  | 8   | 7   | 7   | 7   | Ret | 8   | Ret | 3   | 14  | 8   | 7   | 8   | Ret | 36       | 5th        |
| 2006 | 17  | ジャック・ヴィルヌーヴ | Ret | 7   | 6   | 12  | 8   | 12  | 14  | 8   | Ret | Ret | 11  | Ret |     |     |     |     |     |     | 36       | 5th        |
| 2006 | 17  | ロバート・クビサ       | TD  | TD  | TD  | TD  | TD  | TD  | TD  | TD  | TD  | TD  | TD  | TD  | DSQ | 12  | 3   | 13  | 9   | 9   | 36       | 5th        |

- ドライバーズランキング
  - ニック・ハイドフェルド 9位
  - ジャック・ヴィルヌーヴ 15位
  - ロバート・クビサ 16位